# Nuka (Beru)
Nuka ist ein Ort im südlichen Teil des pazifischen Archipels der Gilbertinseln nahe dem Äquator im Staat Kiribati mit einer Landfläche von 0,45 km². 2020 wurden 446 Einwohner gezählt.

## Geographie
Nuka liegt im Süden von Beru, an der Lagune des Atolls. Der Ort ist durch Straßen mit Teteirio im Süden sowie mit Rongorongo im Norden verbunden. Im Ort gibt es das Nuka Maneaba, ein traditionelles Versammlungshaus, sowie das Korontewaa Maneaba und eine katholische Kirche und die KPC Church.

## Klima
Das Klima ist tropisch heiß, wird jedoch von ständig wehenden Winden gemäßigt. Ebenso wie die anderen Orte der südlichen Gilbertinseln wird Nuka gelegentlich von Zyklonen heimgesucht.